# Mecânica quântica estocástica
A mecânica quântica estocástica (ou a interpretação estocástica) é uma interpretação da mecânica quântica. 
A aplicação moderna da estocástica à mecânica quântica envolve a suposição de estocasticidade do espaço-tempo, a ideia de que a estrutura de pequena escala do espaço-tempo está passando por flutuações métricas e topológicas ("espuma quântica" de John Archibald Wheeler) e que o resultado médio de essas flutuações recria uma métrica de aparência mais convencional em escalas maiores que pode ser descrita usando a física clássica, juntamente com um elemento de não-localidade (ação à distância) que pode ser descrito usando a mecânica quântica. Uma interpretação estocástica da mecânica quântica é devida à flutuação de vácuo persistente. A ideia principal é que as flutuações do vácuo ou do espaço-tempo são a razão da mecânica quântica e não o resultado dela, como geralmente é considerado. 

## Mecânica estocástica
A primeira teoria estocástica relativamente coerente da mecânica quântica foi apresentada pelo físico húngaro Imre Fényes, que foi capaz de mostrar que a equação de Schrödinger poderia ser entendida como um tipo de equação de difusão para um processo de Markov.
Louis de Broglie sentiu-se compelido a incorporar um processo estocástico subjacente à mecânica quântica para fazer as partículas mudarem de uma onda piloto para outra. Talvez a teoria mais amplamente conhecida em que a mecânica quântica descreva um processo inerentemente estocástico tenha sido apresentada por Edward Nelson e seja chamada de mecânica estocástica. Isso também foi desenvolvido por Davidson, Guerra, Ruggiero e outros.

## Eletrodinâmica estocástica
A mecânica quântica estocástica pode ser aplicada ao campo da eletrodinâmica e é chamada eletrodinâmica estocástica (SED). A SED difere profundamente da eletrodinâmica quântica (QED), mas é, no entanto, capaz de explicar alguns efeitos eletrodinâmicos de vácuo dentro de uma estrutura totalmente clássica. Na eletrodinâmica clássica, assume-se que não há campos na ausência de fontes, enquanto a SED assume que sempre existe um campo clássico em constante flutuação devido à energia do ponto zero. Enquanto o campo satisfizer as equações de Maxwell, não há inconsistência a priori com essa suposição. Desde que Trevor W. Marshall propôs originalmente a ideia, ela tem sido de considerável interesse para um pequeno mas ativo grupo de pesquisadores.

## Hiperligação
- Kompedium der Stochastischen Mechanik und Quantenmechanik (pdf/alemão)
- Compedium of stochastic mechanics and quantum mechanics (GitHub/inglês)

### Artigos
- «Le Mouvement Brownien d'une Particule Dans Son Onde». C. R. Acad. Sci. B264
- «The Origin of the Algebra of Quantum Operators in the Stochastic Formulation of Quantum Mechanics» (PDF). Letters in Mathematical Physics. 3: 367–376. 1979. Bibcode:1979LMaPh...3..367D. ISSN 0377-9017. arXiv:quant-ph/0112099. doi:10.1007/BF00397209
- «A Deduction of Schrödinger Equation». Acta Bolyaiana. 1
- «Eine wahrscheinlichkeitstheoretische Begründung und Interpretation der Quantenmechanik». 132. 1952: 81–106. Bibcode:1952ZPhy..132...81F. ISSN 1434-6001. doi:10.1007/BF01338578
- «Random Electrodynamics». Proceedings of the Royal Society A: Mathematical, Physical and Engineering Sciences. 276: 475–491. 1963. Bibcode:1963RSPSA.276..475M. ISSN 1364-5021. doi:10.1098/rspa.1963.0220
- «Statistical Electrodynamics». Mathematical Proceedings of the Cambridge Philosophical Society. 61. 537 páginas. 1965. Bibcode:1965PCPS...61..537M. ISSN 0305-0041. doi:10.1017/S0305004100004114
- Nelson, E. (1966). Dynamical Theories of Brownian Motion. Princeton University Press. Princeton: [s.n.] OCLC 25799122
- Nelson, E. (1985). Quantum Fluctuations. Princeton University Press. Princeton: [s.n.] ISBN 0-691-08378-9. LCCN 84026449. OCLC 11549759
- Nelson, E. (1986). «Field Theory and the Future of Stochastic Mechanics». In:  Albeverio; Casati; Merlini. Stochastic Processes in Classical and Quantum Systems. Springer-Verlag. Berlin: [s.n.] pp. 438–469. ISBN 978-3-662-13589-1. OCLC 864657129. doi:10.1007/3-540-17166-5

### Livros
- de la Peña, Luis; Cetto, Ana María (1996).  van der Merwe, Alwyn, ed. The Quantum Dice: An Introduction to Stochastic Electrodynamics. Dordrecht; Boston; London: Kluwer Academic Publishers. ISBN 0-7923-3818-9. LCCN 95040168. OCLC 832537438
- Jammer, M. (1974). The Philosophy of Quantum Mechanics: The Interpretations of Quantum Mechanics in Historical Perspective. New York: Wiley. ISBN 0-471-43958-4. LCCN 74013030. OCLC 613797751
- Namsrai, K. (1985). Nonlocal Quantum Field Theory and Stochastic Quantum Mechanics. Dordrecht; Boston: D. Reidel Publishing Co. ISBN 90-277-2001-0. LCCN 85025617. OCLC 12809936. doi:10.1007/978-94-009-4518-0
- Milonni, Peter W. (1994). The Quantum Vacuum: An Introduction to Quantum Electrodynamics. Boston: Academic Press. ISBN 0-12-498080-5. LCCN 93029780. OCLC 422797902